# Hondonadia
Hondonadia — це вимерлий рід пізнього еоцену — раннього олігоцену сумчастих. Типовий вид Hondonadia feruglioi був описаний Гойном і Канделою в 1998 році. У наступні роки було визнано ще п'ять видів, з яких Pascualdelphys fierroensis, описаний Флінном і Віссом у 1999 році, який у 2010 році був синонімічним до Hondonadia.

## Поширення
Скам'янілості роду були знайдені у фауні Tinguiririca формації Абаніко в Чилі, місцевої фауни Санта-Роза у формації Yahuarango в амазонському Перу та у фауні Гран-Барранка формації Sarmiento в Аргентині.

## Опис
Це була невелика тварина з оцінками маси тіла ссавця від 27 до 93,3 грама. Види H. feruglioi і H. praecipitia, можливо, були більшими. Його основний раціон, ймовірно, складався з насіння, а не з комах. Типовий вид Hondonadia feruglioi зберігає принаймні чотири верхніх різця (з яких самий задній є найменшим), але не можна виключити наявність п’яти зубів. H. feruglioi також зберігає дуже великий субвертикальний C1.